# Slonim
Slonim (Wit-Russisch: Сло́нім, Russisch: Сло́ним, Pools: Słonim, Jiddisch: סלאנים) is een Wit-Russische stad in de Oblast Hrodna en de hoofdstad van het Slonim district.
De stad heeft ongeveer 49.400 inwoners (2018) en ligt op de kruising van de rivieren de Sjtsjara en de Isa. De stad werd in 1252 voor het eerst genoemd. FC Kommunalnik Slonim is de plaatselijke voetbalclub. De E85 is de belangrijkste doorgangsweg.

## Geschiedenis
De vroegste vermelding, uit de 11e eeuw, is die van een houten fort op de linkeroever van de Stsjararivier.
Het gebied werd betwist door het Grootvorstendom Litouwen en het Kievse Rijk en veranderde enkele keren van eigenaar. In 1040 verkreeg Kiev de controle, maar ze verloren Slonim weer aan de Litouwers in 1103. De Litouwers en de Roes namen het in de 13e eeuw weer in bezit maar werden er bij de Tataarse invasie van 1241 weer uitgegooid waarbij de stad werd geplunderd. Nadat de Tataren zich terugtrokken werd het weer deel van Litouwen.
In 1569 verenigden Polen en Litouwen zich en werd Slonim een belangrijk regionaal centrum binnen het Pools-Litouws Gemenebest; een periode van vooruitgang brak aan.
Bij de Poolse delingen ging Slonim bij het Keizerrijk Rusland horen. Een plaatselijke Poolse landeigenaar, graaf Oginski, liet in de 18e eeuw een kanaal graven van de Stsjararivier naar de Dnjepr, nu bekend als het Oginski kanaal. Hij liet ook een complex bouwen waarin een operatheater, een muziekschool, een balletschool en een drukkerij werden gevestigd.
De Russische heerschappij duurde tot 1915, toen het Duitse leger de stad innam. Na de Eerste Wereldoorlog werd het gebied betwist tussen de Sovjet-Unie en de nieuwe staat Polen. De stad had veel te lijden van de Pools-Russische Oorlog van 1920. Bij de Vrede van Riga (1921) werd het gebied aan de Tweede Poolse Republiek overgedragen.

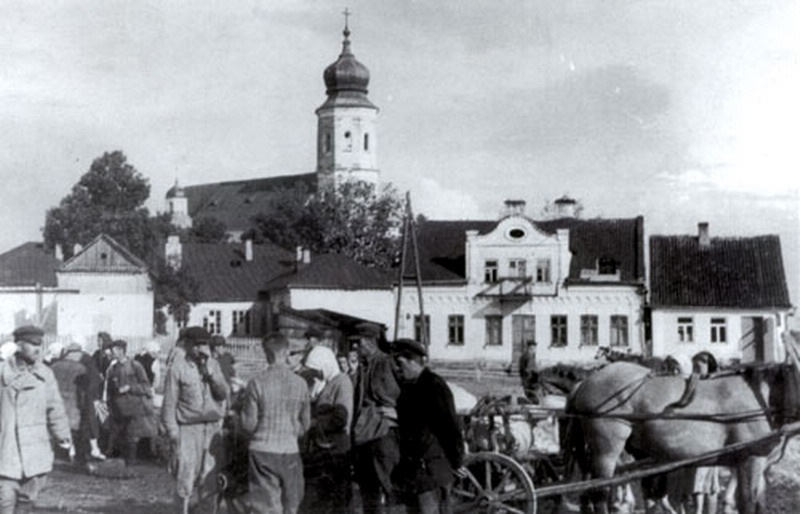
Pools Słonim in de jaren 1930, markt in de Bernardynskastraat

### Tweede Wereldoorlog
Na de Poolse Veldtocht in 1939 kwam Slonim krachtens het Molotov Ribbentroppact in de invloedssfeer van de Sovjet-Unie te liggen. Bij de Operatie Barbarossa twee jaar later, werd het ingenomen door de Duitsers. Slonim was een van de vele steden in Polen met een significante Joodse bevolking. De grote synagoge, gebouwd in 1642, overleefde de verwoestingen van de Nazi's maar bij de liquidatie van het getto werden circa 25.000 Joden gedood, waarvan 9000 op 14 november 1941. Op 10 juli 1944 werd Slonim bevrijd door het Rode Leger. De Sovjet-Unie behield dit gebied, zoals door Stalin bedongen bij de conferentie van Jalta. Veel Polen die er nog woonden, werden gedwongen voor het eind van 1946 naar het nieuwe Polen te verhuizen.

## Economie

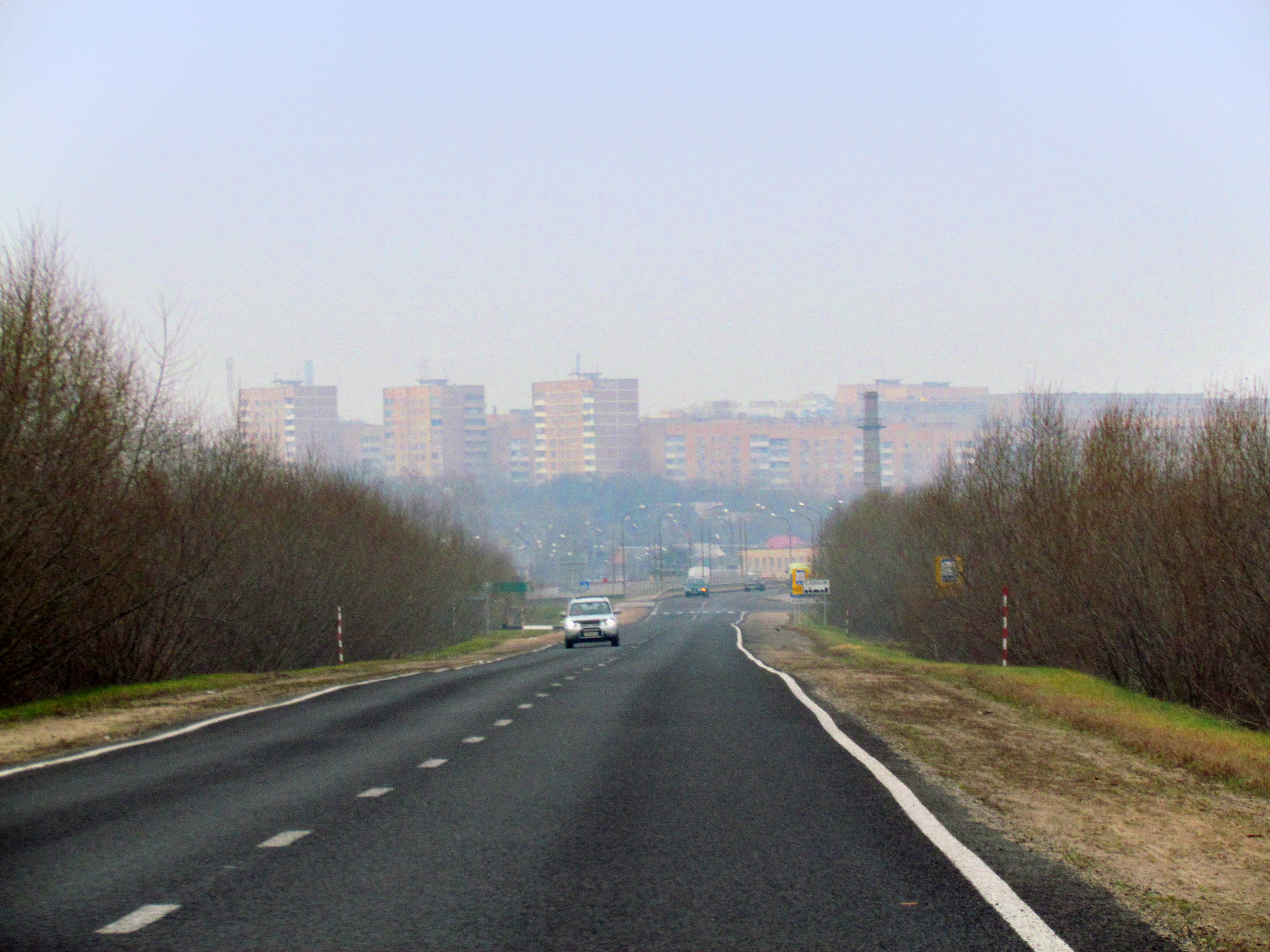
Slonim skyline vanaf de weg naar Baranovitsji

De bevaarbare rivier, die een verbinding vormt met het Oginskikanaal en dus met de Dnjepr, is belangrijk voor Slonim. In de stad zijn lichte industrie, houtbewerking en voedingsmiddelenbedrijven aanwezig.
Er is een wegverbinding met Baranovitsji, Ivatsevitsji, Roezjany, Vaukavysk en Lida. Slonim ligt aan de spoorlijn van Baranavitsjy naar Vaukavysk.

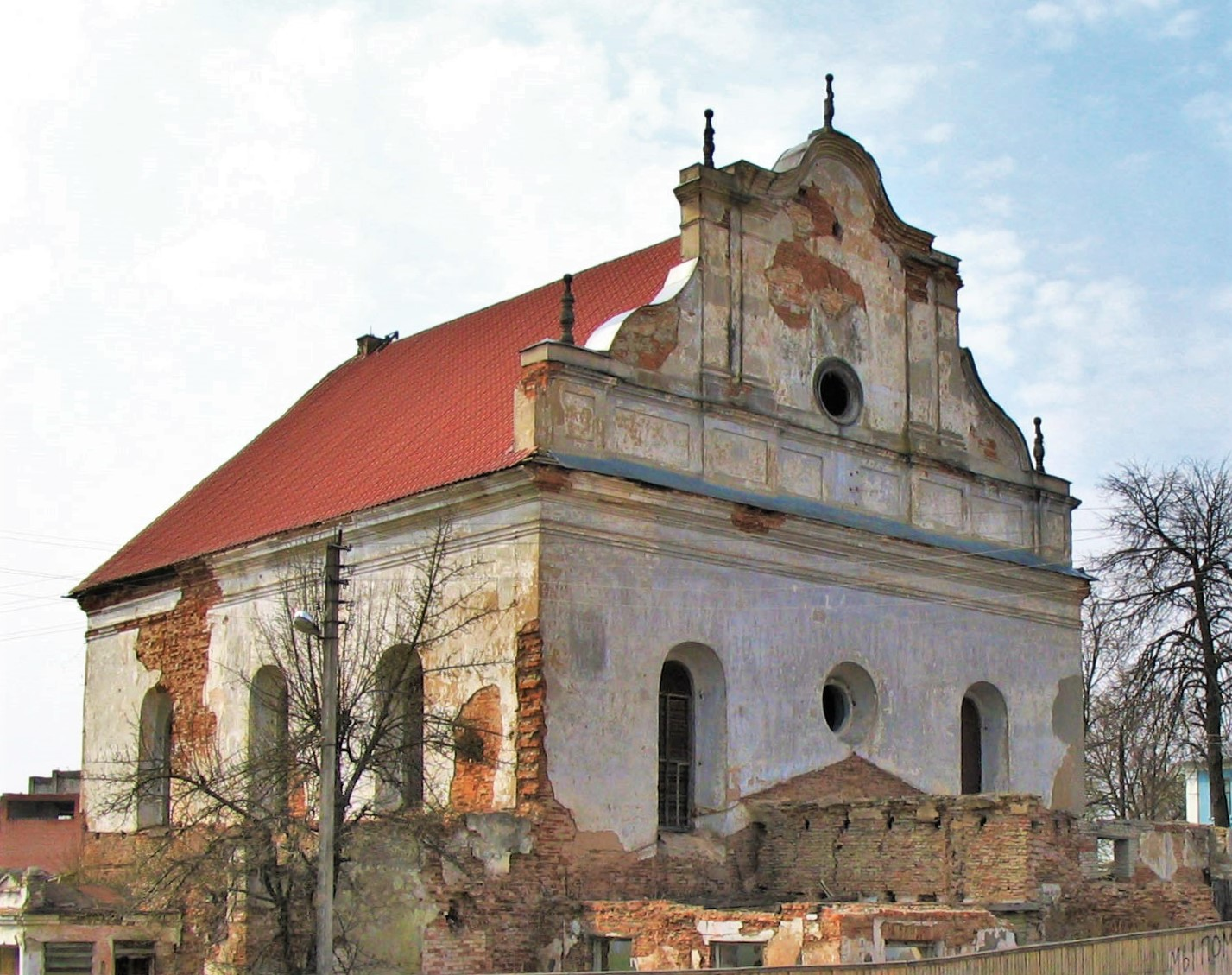
De vervallen synagoge van Slonim